# Salulani Phiri
Salulani Phiri (n. Lusaka, 10 de abril de 1994) es un futbolista zambiano que juega en la demarcación de defensa para el Power Dynamos FC de la Primera División de Zambia.

## Selección nacional
Debutó con la selección de fútbol de Zambia el 5 de diciembre de 2012 contra Arabia Saudita en un partido amistoso que finalizó con un resultado de 2-1 a favor del combinado saudita. Además disputó la Copa CECAFA 2013 y el Campeonato Africano de Naciones de 2016. 

### Participaciones en torneos internacionales
| Torneo                                  | Sede   | Resultado        |
| --------------------------------------- | ------ | ---------------- |
| Campeonato Africano de Naciones de 2016 | Ruanda | Cuartos de final |

## Clubes
| Club              | País      | Año       | Partidos | Goles |
| ----------------- | --------- | --------- | -------- | ----- |
| Zanaco FC         | Zambia    | 2012-2017 | 13       | 6     |
| Polokwane City FC | Sudáfrica | 2017-2021 | 118      | 9     |
| Zanaco FC         | Zambia    | 2021-2023 | 58       | 0     |
| Power Dynamos FC  | Zambia    | 2023-     | 10       | 2     |